# 3968-as busz
A 3968-as jelzésű autóbuszvonal egy Tiszaújváros és Igrici között közlekedő helyközi járat, amelyet a Volánbusz Zrt. üzemeltet Nemesbikk és Hejőpapi érintésével.

## Útvonala
Tiszaújváros MOL autóbusz-váróteremtől indul (mindössze egy naponta közlekedő). Az egykori Tiszai Vegyi Kombinát mellett kialakított végállomást elhagyva az autóbusz-állomást tűzi ki céljául. Egy tanítási napokon közlekedő pár kivételével mindegyik érinti a Tesco áruházat, a járásközpontot Sajóörös felé hagyja el. Következő település Sajószöged, mindössze addig van a 35-ös főúton, amíg el nem éri a Hejőbába irányába található elágazást. A község két esetben végállomás, különben a buszok mennek tovább egy nemesbikki betérésre. Visszatérve Hejőbábára, Hejőpapit a 88-as vasútvonal keresztezésével éri el. Csak odafelé még 6 kilométert közlekedik egy, a délelőtti órákban közlekedő szóló, Igriciig, ott végállomásozik.
Ellentétes irányban csak Hejőpapiról vannak indítások.

## Közlekedése
Indításszáma alacsony, a két petrolkémiás járaton kívül csak munkanapokon közlekedik.
| Útvonala                                              | Indításszáma | Közlekedése      |
| ----------------------------------------------------- | ------------ | ---------------- |
| Tiszaújváros, MOL aut. vt. – Hejőpapi, orvosi rendelő | 1 pár        | naponta          |
| Tiszaújváros, aut. áll. – Hejőbába, iskola            | 1 pár        | tanítási napokon |
| Tiszaújváros, aut. áll. ➝ Hejőpapi, orvosi rendelő    | 1 oda        | munkanapokon     |
| Tiszaújváros, aut. áll. ➝ Igrici, községháza          | 1 oda        | munkanapokon     |

## Megállóhelyei
| A tiszaújvárosi tanítási napokon közlekedő gyorsjárat nem érinti a megállót. |                                                     |         | |
| 0                                                                            | Tiszaújváros, MOL autóbusz-váróterem végállomás     | 0.0 km  | 1450 3731, 3733, 3737, 3745, 3952, 3960, 3963, 3964, 3965, 3966, 3970, 3971, 3975, 4008, 4240, 4484                                                                               |
| 1                                                                            | Tiszaújváros, bejárati út                           | 1.3 km  | 2 1369, 1370, 1372, 1410, 1426, 1427, 1428, 1450 3731, 3733, 3737, 3739, 3744, 3745, 3952, 3960, 3963, 3964, 3965, 3966, 3970, 3971, 3975, 4008, 4240, 4241, 4484                 |
| 2                                                                            | Tiszaújváros, művelődési ház                        | 1.7 km  | 2, 3 3731, 3733, 3737, 3739, 3744, 3745, 3952, 3960, 3963, 3965, 3966, 3970, 3971, 3975, 4008, 4240, 4241, 4484                                                                   |
| 3                                                                            | Tiszaújváros, autóbusz-állomás vonalközi végállomás | 2.4 km  | 1, 1A, 2, 3 1055, 1374, 1426, 1427, 1428 3731, 3733, 3737, 3739, 3744, 3745, 3752, 3952, 3960, 3963, 3965, 3966, 3967, 3969, 3970, 3971, 3974, 3975, 4008, 4009, 4240, 4241, 4484 |
| 4                                                                            | Tiszaújváros, Tesco                                 | 3.3 km  | 2, 3 3734, 3737, 3739, 3744, 3745, 3752, 3966, 3967, 3969, 3970, 3971 |
| 5                                                                            | Sajóörös, autóbusz-váróterem                        | 6.1 km  | 3734, 3739, 3752, 3969, 3970 |
| 6                                                                            | Sajóörös, Fő út 6.                                  | 6.6 km  | 3734, 3739, 3752, 3969, 3970 |
| 7                                                                            | Sajóörös, újtelep                                   | 7.2 km  | 3734, 3739, 3752, 3969, 3970 |
| 8                                                                            | Sajószöged, újtelep                                 | 8.3 km  | 3734, 3739, 3752, 3969, 3970 |
| 9                                                                            | Sajószöged, gyógyszertár                            | 8.8 km  | 3734, 3739, 3752, 3969, 3970 |
| 10                                                                           | Sajószöged, községháza                              | 9.0 km  | 1369, 1370, 1372, 1426, 1427, 1428 3734, 3737, 3739, 3744, 3745, 3752, 3966, 3967, 3969, 3970, 3971, 4009                                                                         |
| 11                                                                           | Sajószöged, hejőbábai elágazás                      | 9.9 km  | 1370 3734, 3737, 3739, 3744, 3745, 3752, 3966, 3967, 3969, 3971, 4009 |
| 12                                                                           | Sajószöged, erőmű                                   | 10.6 km | 3966, 3967, 3969 |
| 13                                                                           | Hejőbába, Fő utca 131.                              | 14.2 km | 3966, 3967, 3969 |
| 14                                                                           | Hejőbába, sajószögedi elágazás                      | 14.8 km | 3741, 3742, 3966, 3967, 3969 |
| 15                                                                           | Hejőbába, községháza                                | 15.6 km | 3741, 3742, 3966, 3967 |
| 16                                                                           | Hejőbába, iskola vonalközi végállomás               | 16.0 km | 3741, 3742, 3966, 3967 |
| 17                                                                           | Nemesbikk, tatárdomb                                | 17.1 km | 3741, 3742, 3966 |
| 18                                                                           | Nemesbikk, művelődési ház                           | 18.2 km | 3741, 3742, 3966 |
| 19                                                                           | Nemesbikk, autóbusz-forduló                         | 18.5 km | 3741, 3742, 3966 |
| 20                                                                           | Nemesbikk, művelődési ház                           | 18.8 km | 3741, 3742, 3966 |
| 21                                                                           | Nemesbikk, tatárdomb                                | 19.9 km | 3741, 3742, 3966 |
| 22                                                                           | Hejőbába, iskola vonalközi végállomás               | 21.0 km | 3741, 3742, 3966, 3967 |
| 23                                                                           | Hejőbába, községháza                                | 21.4 km | 3741, 3742, 3966, 3967 |
| 24                                                                           | Hejőbába, sajószögedi elágazás                      | 22.2 km | 3741, 3742, 3966, 3967, 3969 |
| 25                                                                           | Hejőbába, Széchenyi utca 77.                        | 22.8 km | 3741, 3966 |
| 26                                                                           | Hejőbába-Hejőpapi vasúti megállóhely bejárati út    | 25.0 km | 3741, 3966 |
| 27                                                                           | Hejőpapi, Kossuth utca 10. (autóbusz-forduló)       | 26.7 km | 3741, 3743, 3966 |
| 28                                                                           | Hejőpapi, községháza                                | 27.4 km | 3741, 3743, 3966 |
| 29                                                                           | Hejőpapi, orvosi rendelő vonalközi végállomás       | 28.1 km | 3741, 3743, 3966 |
| 30                                                                           | Hejőpapi elágazás                                   | 29.0 km | 3741, 3743, 3967, 3969, 4009 |
| 31                                                                           | Igrici elágazás                                     | 32.3 km | 3741, 3743, 3966, 3967, 3969, 4009 |
| 32                                                                           | Igrici, Kossuth utca 6.                             | 33.6 km | 3741, 3743, 3966, 3967, 3969 |
| 33                                                                           | Igrici, községháza végállomás                       | 34.2 km | 3741, 3743, 3966, 3967, 3969 |